# Долина динозавров (парк)
Доли́на диноза́вров (англ. Dinosaur Valley State Park) — парк штата Техас, располагается в округе Сомервелл, США.

## Общие сведения
Парк Долина динозавров, являющийся также и природным заказником, располагается на северо-западе от города Глен-Роуз (США) в верховье реки Пэлюкси (англ. Paluxy River). Его территория, составляющая 617,51 га, была выкуплена у частных владельцев в 1968 году по Государственной программе создания парков. Для доступа публики парк открыли в 1972 году.
Территория парка образована осадочными породами, преимущественно включающими известняки, песчаники и аргиллиты, возникшие приблизительно 113 миллионов лет назад, во время раннего мелового периода, вдоль береговой линий древнего моря. Эти слоистые формирования размываются водами реки Пэлюкси, иногда открывая древние следы, оставшиеся от живших тогда животных. Найденные таким образом отпечатки лап динозавров, стали первопричиной организации парка.

## Интересные особенности
В начале 1908 года в долине реки Пэлюкси были обнаружены, якобы, отпечатки ступней человека частично перекрытые следами динозавров. Сторонники младоземельного креационизма использовали этот факт для подтверждения верности своей теории. А в 1984 году, один из них — Карл Бо, даже создал рядом с Долиной динозавров креационный музей.
Детальные исследования найденных отпечатков позволили установить, что следы человека либо являются подделками, либо никакого отношения к людям не имеют, так как являются частично стёршимися следами тех же динозавров. Большинство креационных организаций признали это.